# Vòng đấu loại trực tiếp UEFA Champions League 2010–11
Vòng đấu loại trực tiếp UEFA Champions League 2010-11 bắt đầu vào ngày 15 tháng 2 năm 2011 và sẽ kết thúc sau trận chung kết ngày 28 tháng 5 năm 2011 tại sân vận động Wembley ở Luân Đôn, Anh. Vòng 1/8 gồm 16 đội xếp thứ nhất và nhì tại vòng bảng.

## Thể thức
Ngày 17 tháng 12 năm 2010, UEFA đã tổ chức bốc thăm chia các cặp đấu loại trực tiếp tại Nyon, Thụy Sĩ. Theo thể thức của vòng 16 đội, 8 đội đứng đầu sẽ đá tại sân của những đội đứng thứ nhì và đội đứng đầu mỗi bảng sẽ đá ở sân nhà tại trận lượt về. Các đội cùng quốc gia hoặc cùng bảng sẽ không được gặp nhau. Chỉ có một trận duy nhất sau vòng 1/8 phân cặp cho các vòng đấu tiếp theo. Theo thể thức này, các đội cùng bảng hoặc cùng quốc gia chỉ có thể gặp nhau tại trận chung kết.

## Thời gian thi đấu
| Vòng đấu    | Ngày và giờ                    | Lượt đi                                                | Lượt về                                                |
| ----------- | ------------------------------ | ------------------------------------------------------ | ------------------------------------------------------ |
| Vòng 16 đội | 17 tháng 12 năm 2010 12:00 CET | 15–16 & 22–23 tháng 2 năm 2011                         | 8–9 & 15–16 tháng 3 năm 2011                           |
| Tứ kết      | 18 tháng 3 năm 2011 12:00 CET  | 5–6 tháng 4 năm 2011                                   | 12–13 tháng 4 năm 2011                                 |
| Bán kết     | 18 tháng 3 năm 2011 12:00 CET  | 26–27 tháng 4 năm 2011                                 | 3–4 tháng 5 năm 2011                                   |
| Chung kết   | 18 tháng 3 năm 2011 12:00 CET  | 28 tháng 5 năm 2011 tại sân vận động Wembley, Luân Đôn | 28 tháng 5 năm 2011 tại sân vận động Wembley, Luân Đôn |

Lượt đi của vòng đấu này sẽ diễn ra vào các ngày 15, 16, 22 và 23 tháng 2, còn lượt về sẽ diễn ra vào các ngày  8, 9, 15 và  16 tháng 3 năm 2011. Từ khi bắt đầu tới khi hết tháng 3 sẽ được tính theo CET (UTC+1), sau đó thời gian lại được tính theo CEST (UTC+2).

## Các đội giành quyền tham dự
| Màu sắc trong bảng                 |
| ---------------------------------- |
| Hạt giống ở vòng 16 đội            |
| Không phải hạt giống ở vòng 16 đội |

| Bảng đấu | Nhất              | Nhì            |
| -------- | ----------------- | -------------- |
| A        | Tottenham Hotspur | Internazionale |
| B        | Schalke 04        | Lyon           |
| C        | Manchester United | Valencia       |
| D        | Barcelona         | Copenhagen     |
| E        | Bayern München    | Roma           |
| F        | Chelsea           | Marseille      |
| G        | Real Madrid       | Milan          |
| H        | Shakhtar Donetsk  | Arsenal        |

## Sơ đồ tóm tắt
|  | Vòng 16 đội       | Vòng 16 đội       | Vòng 16 đội | Vòng 16 đội |   |             | Tứ kết | Tứ kết | Tứ kết | Tứ kết |  |             | Bán kết | Bán kết | Bán kết | Bán kết |           |   | Chung kết | Chung kết |
|  |                   |                   |             |             |   |             |        |        |        |        |  |             |         |         |         |         |           |   |           |           |
|  | Lyon              | 1                 | 0           | 1           |   |             |        |        |        |        |  |             |         |         |         |         |           |   |           |           |
|  | Real Madrid       | 1                 | 3           | 4           |   |             |        |        |        |        |  |             |         |         |         |         |           |   |           |           |
|  | Real Madrid       | 1                 | 3           | 4           |   | Real Madrid | 4      | 1      | 5      |        |  |             |         |         |         |         |           |   |           |           |
|  |                   |                   |             |             |   | Real Madrid | 4      | 1      | 5      |        |  |             |         |         |         |         |           |   |           |           |
|  |                   | Tottenham Hotspur | 0           | 0           | 0 |             |        |        |        |        |  |             |         |         |         |         |           |   |           |           |
|  | Milan             | Tottenham Hotspur | 0           | 0           | 0 | 0           | 0      | 0      |        |        |  |             |         |         |         |         |           |   |           |           |
|  | Milan             |                   |             |             |   | 0           | 0      | 0      |        |        |  |             |         |         |         |         |           |   |           |           |
|  | Tottenham Hotspur | 1                 | 0           | 1           |   |             |        |        |        |        |  |             |         |         |         |         |           |   |           |           |
|  | Tottenham Hotspur | 1                 | 0           | 1           |   |             |        |        |        |        |  | Real Madrid | 0       | 1       | 1       |         |           |   |           |           |
|  |                   |                   |             |             |   |             |        |        |        |        |  | Real Madrid | 0       | 1       | 1       |         |           |   |           |           |
|  |                   | Barcelona         | 2           | 1           | 3 |             |        |        |        |        |  |             |         |         |         |         |           |   |           |           |
|  | Arsenal           | Barcelona         | 2           | 1           | 3 | 2           | 1      | 3      |        |        |  |             |         |         |         |         |           |   |           |           |
|  | Arsenal           |                   |             |             |   | 2           | 1      | 3      |        |        |  |             |         |         |         |         |           |   |           |           |
|  | Barcelona         | 1                 | 3           | 4           |   |             |        |        |        |        |  |             |         |         |         |         |           |   |           |           |
|  | Barcelona         | 1                 | 3           | 4           |   | Barcelona   | 5      | 1      | 6      |        |  |             |         |         |         |         |           |   |           |           |
|  |                   |                   |             |             |   | Barcelona   | 5      | 1      | 6      |        |  |             |         |         |         |         |           |   |           |           |
|  |                   | Shakhtar Donetsk  | 1           | 0           | 1 |             |        |        |        |        |  |             |         |         |         |         |           |   |           |           |
|  | Roma              | Shakhtar Donetsk  | 1           | 0           | 1 | 2           | 0      | 2      |        |        |  |             |         |         |         |         |           |   |           |           |
|  | Roma              |                   |             |             |   | 2           | 0      | 2      |        |        |  |             |         |         |         |         |           |   |           |           |
|  | Shakhtar Donetsk  | 3                 | 3           | 6           |   |             |        |        |        |        |  |             |         |         |         |         |           |   |           |           |
|  | Shakhtar Donetsk  | 3                 | 3           | 6           |   |             |        |        |        |        |  |             |         |         |         |         | Barcelona | 3 |           |           |
|  |                   |                   |             |             |   |             |        |        |        |        |  |             |         |         |         |         |           | 3 |           |           |
|  |                   | Manchester United | 1           |             |   |             |        |        |        |        |  |             |         |         |         |         |           |   |           |           |
|  | Inter Milan (a)   | Manchester United | 1           | 0           | 3 | 3           |        |        |        |        |  |             |         |         |         |         |           |   |           |           |
|  | Inter Milan (a)   |                   |             | 0           | 3 | 3           |        |        |        |        |  |             |         |         |         |         |           |   |           |           |
|  | Bayern Munich     | 1                 | 2           | 3           |   |             |        |        |        |        |  |             |         |         |         |         |           |   |           |           |
|  | Bayern Munich     | 1                 | 2           | 3           |   | Inter Milan | 2      | 1      | 3      |        |  |             |         |         |         |         |           |   |           |           |
|  |                   |                   |             |             |   | Inter Milan | 2      | 1      | 3      |        |  |             |         |         |         |         |           |   |           |           |
|  |                   | Schalke 04        | 5           | 2           | 7 |             |        |        |        |        |  |             |         |         |         |         |           |   |           |           |
|  | Valencia          | Schalke 04        | 5           | 2           | 7 | 1           | 1      | 2      |        |        |  |             |         |         |         |         |           |   |           |           |
|  | Valencia          |                   |             |             |   | 1           | 1      | 2      |        |        |  |             |         |         |         |         |           |   |           |           |
|  | Schalke 04        | 1                 | 3           | 4           |   |             |        |        |        |        |  |             |         |         |         |         |           |   |           |           |
|  | Schalke 04        | 1                 | 3           | 4           |   |             |        |        |        |        |  | Schalke 04  | 0       | 1       | 1       |         |           |   |           |           |
|  |                   |                   |             |             |   |             |        |        |        |        |  | Schalke 04  | 0       | 1       | 1       |         |           |   |           |           |
|  |                   | Manchester United | 2           | 4           | 6 |             |        |        |        |        |  |             |         |         |         |         |           |   |           |           |
|  | Copenhagen        | Manchester United | 2           | 4           | 6 | 0           | 0      | 0      |        |        |  |             |         |         |         |         |           |   |           |           |
|  | Copenhagen        |                   |             |             |   | 0           | 0      | 0      |        |        |  |             |         |         |         |         |           |   |           |           |
|  | Chelsea           | 2                 | 0           | 2           |   |             |        |        |        |        |  |             |         |         |         |         |           |   |           |           |
|  | Chelsea           | 2                 | 0           | 2           |   | Chelsea     | 0      | 1      | 1      |        |  |             |         |         |         |         |           |   |           |           |
|  |                   |                   |             |             |   | Chelsea     | 0      | 1      | 1      |        |  |             |         |         |         |         |           |   |           |           |
|  |                   | Manchester United | 1           | 2           | 3 |             |        |        |        |        |  |             |         |         |         |         |           |   |           |           |
|  | Marseille         | Manchester United | 1           | 2           | 3 | 0           | 1      | 1      |        |        |  |             |         |         |         |         |           |   |           |           |
|  | Marseille         |                   |             |             |   | 0           | 1      | 1      |        |        |  |             |         |         |         |         |           |   |           |           |
|  | Manchester United | 0                 | 2           | 2           |   |             |        |        |        |        |  |             |         |         |         |         |           |   |           |           |

## Vòng 16 đội
Việc phân cặp cho các câu lạc bộ tại vòng 16 đội đã diễn ra ngày 17 tháng 12 năm 2010. Các trận đấu lượt đi đã diễn ra ngày 15, 16, 22 và 23 tháng 2, và các trận đấu lượt về đã diễn ra ngày 8, 9, 15 và 16 tháng 3 năm 2011.
| Đội 1          | TTS     | Đội 2             | Lượt đi | Lượt về |
| -------------- | ------- | ----------------- | ------- | ------- |
| AS Roma        | 2–6     | Shakhtar Donetsk  | 2–3     | 0–3     |
| AC Milan       | 0–1     | Tottenham Hotspur | 0–1     | 0–0     |
| Valencia       | 2–4     | Schalke 04        | 1–1     | 1–3     |
| Internazionale | 3–3 (a) | Bayern München    | 0–1     | 3–2     |
| Lyon           | 1–4     | Real Madrid       | 1–1     | 0–3     |
| Arsenal        | 3–4     | Barcelona         | 2–1     | 1–3     |
| Marseille      | 1–2     | Manchester United | 0–0     | 1–2     |
| Copenhagen     | 0–2     | Chelsea           | 0–2     | 0–0     |

### Lượt đi
| Milan | 0 – 1    | Tottenham Hotspur |
| ----- | -------- | ----------------- |
|       | Chi tiết | Crouch 80'        |

| Valencia    | 1 – 1    | Schalke 04 |
| ----------- | -------- | ---------- |
| Soldado 17' | Chi tiết | Raúl 64'   |

| Roma                           | 2 – 3    | Shakhtar Donetsk                                  |
| ------------------------------ | -------- | ------------------------------------------------- |
| Raţ 28' (lưới nhà) · Menez 61' | Chi tiết | Jádson 29' · Douglas Costa 36' · Luiz Adriano 41' |

| Arsenal                       | 2 – 1    | Barcelona |
| ----------------------------- | -------- | --------- |
| Van Persie 78' · Arshavin 83' | Chi tiết | Villa 26' |

| Copenhagen | 0 – 2    | Chelsea         |
| ---------- | -------- | --------------- |
|            | Chi tiết | Anelka 17', 54' |

| Lyon      | 1 – 1    | Real Madrid |
| --------- | -------- | ----------- |
| Gomis 83' | Chi tiết | Benzema 65' |

| Marseille | 0 – 0    | Manchester United |
| --------- | -------- | ----------------- |
|           | Chi tiết |                   |

| Internazionale | 0 – 1    | Bayern München |
| -------------- | -------- | -------------- |
|                | Chi tiết | Gómez 90'      |

### Lượt về
| Shakhtar Donetsk               | 3 – 0    | Roma |
| ------------------------------ | -------- | ---- |
| Willian 18', 58' · Eduardo 87' | Chi tiết |      |

| Barcelona                              | 3 – 1    | Arsenal                 |
| -------------------------------------- | -------- | ----------------------- |
| Messi 45+3', 71' (phạt đền) · Xavi 69' | Chi tiết | Busquets 53' (lưới nhà) |

| Tottenham Hotspur | 0 – 0    | Milan |
| ----------------- | -------- | ----- |
|                   | Chi tiết |       |

| Schalke 04                         | 3 – 1    | Valencia     |
| ---------------------------------- | -------- | ------------ |
| Farfán 40', 90+4' · Gavranović 52' | Chi tiết | R. Costa 17' |

| Manchester United | 2 – 1    | Marseille            |
| ----------------- | -------- | -------------------- |
| Hernández 5', 75' | Chi tiết | Brown 81' (lưới nhà) |

| Bayern München         | 2 – 3    | Internazionale                       |
| ---------------------- | -------- | ------------------------------------ |
| Gómez 21' · Müller 31' | Chi tiết | Eto'o 4' · Sneijder 63' · Pandev 88' |

| Chelsea | 0 – 0    | Copenhagen |
| ------- | -------- | ---------- |
|         | Chi tiết |            |

| Real Madrid                              | 3 – 0    | Lyon |
| ---------------------------------------- | -------- | ---- |
| Marcelo 37' · Benzema 66' · Di María 76' | Chi tiết |      |

## Tứ kết
Lễ bốc thăm phân cặp đã diễn ra ngày 18 tháng 3 năm 2011 tại Nyon. Trận lượt đi đã diễn ra ngày 5 và 6 tháng 4, và trận lượt về đã diễn ra ngày 12 và 13 tháng 4 năm 2011.
Theo thể thức bốc thăm, những đội cùng quốc gia vẫn có thể gặp nhau tại vòng đấu này.
| Đội 1          | TTS | Đội 2             | Lượt đi | Lượt về |
| -------------- | --- | ----------------- | ------- | ------- |
| Real Madrid    | 5–0 | Tottenham Hotspur | 4–0     | 1–0     |
| Chelsea        | 1–3 | Manchester United | 0–1     | 1–2     |
| Barcelona      | 6–1 | Shakhtar Donetsk  | 5–1     | 1–0     |
| Internazionale | 3–7 | Schalke 04        | 2–5     | 1–2     |

### Lượt đi
| Real Madrid                                   | 4 – 0    | Tottenham Hotspur |
| --------------------------------------------- | -------- | ----------------- |
| Adebayor 4', 57' · Di María 72' · Ronaldo 87' | Chi tiết |                   |

| Internazionale            | 2 – 5    | Schalke 04                                                     |
| ------------------------- | -------- | -------------------------------------------------------------- |
| Stanković 1' · Milito 34' | Chi tiết | Matip 17' · Edu 40', 75' · Raúl 53' · Ranocchia 57' (lưới nhà) |

| Chelsea | 0 – 1    | Manchester United |
| ------- | -------- | ----------------- |
|         | Chi tiết | Rooney 24'        |

| Barcelona                                                 | 5 – 1    | Shakhtar Donetsk |
| --------------------------------------------------------- | -------- | ---------------- |
| Iniesta 2' · Alves 34' · Piqué 53' · Keita 61' · Xavi 86' | Chi tiết | Rakitskiy 60'    |

### Lượt về
| Shakhtar Donetsk | 0 – 1    | Barcelona |
| ---------------- | -------- | --------- |
|                  | Chi tiết | Messi 43' |

| Manchester United        | 2 – 1    | Chelsea    |
| ------------------------ | -------- | ---------- |
| Hernández 43' · Park 77' | Chi tiết | Drogba 77' |

| Schalke 04             | 2 – 1    | Internazionale |
| ---------------------- | -------- | -------------- |
| Raúl 45' · Höwedes 81' | Chi tiết | Motta 49'      |

| Tottenham Hotspur | 0 – 1    | Real Madrid |
| ----------------- | -------- | ----------- |
|                   | Chi tiết | Ronaldo 50' |

## Bán kết
Lượt đi đã diễn ra ngày 26 và 27 tháng 4, và lượt về đã diễn ra ngày 3 và 4 tháng 5 năm 2011.
| Đội 1       | TTS | Đội 2             | Lượt đi | Lượt về |
| ----------- | --- | ----------------- | ------- | ------- |
| Schalke 04  | 1–6 | Manchester United | 0–2     | 1–4     |
| Real Madrid | 1–3 | Barcelona         | 0–2     | 1–1     |

### Lượt đi
| Schalke 04 | 0 – 2    | Manchester United      |
| ---------- | -------- | ---------------------- |
|            | Chi tiết | Giggs 67' · Rooney 69' |

| Real Madrid | 0 – 2    | Barcelona      |
| ----------- | -------- | -------------- |
|             | Chi tiết | Messi 76', 87' |

### Lượt về
| Barcelona | 1 – 1    | Real Madrid |
| --------- | -------- | ----------- |
| Pedro 54' | Chi tiết | Marcelo 64' |

| Manchester United                             | 4 – 1    | Schalke 04 |
| --------------------------------------------- | -------- | ---------- |
| Valencia 26' · Gibson 31' · Anderson 72', 76' | Chi tiết | Jurado 35' |

## Chung kết
Trận chung kết UEFA Champions League 2011 sẽ diễn ra ngày 28 tháng 5 năm 2011 tại Sân vận động Wembley ở Luân Đôn, Anh.
| Barcelona                                                    | 3 - 1 | Manchester United  |
| ------------------------------------------------------------ | ----- | ------------------ |
| Pedro Rodríguez (27'); Lionel Messi (54'); David Villa (69') |       | Wayne Rooney (34') |